# Pabelan (Kartasura)
Pabelan is een bestuurslaag in het regentschap Sukoharjo van de provincie Midden-Java, Indonesië. Pabelan telt 11.894 inwoners (volkstelling 2010).